# Hymn Tonga
Ko e fasi ʻo e tuʻi ʻo e ʻOtu Tonga (pol. Pieśń króla wysp Tonga) – hymn państwowy Tonga. Autorem słów do muzyki Karla Gustavusa Schmitta jest Uelingatoni Ngū Tupoumalohi. Hymn przyjęto w 1874.

## Tekst
ʻE ʻotua māfimafi
ko homau ʻeiki koe
ko koe ko e falalaʻanga
mo e ʻofa ki Tonga.
ʻAfio hifo ʻemau lotu
ʻaia ʻoku mau faí ni
mo ke tali homau loto
ʻo maluʻi ʻa Tupou.